# Always 〜伝えたい〜
「Always 〜伝えたい〜」（オールウェイズ つたえたい）は、ToshlがToshi with Night Hawks名義で発売した4枚目のシングル。1993年12月1日発売。

## 概要
Toshi with Night Hawks名義としては「Looming 〜確かめたい〜」に続き2枚目となるシングル。

## 収録曲
1. Always 〜伝えたい〜
  - 作詞：Toshi　作曲・編曲：青木秀一
2. Always 〜伝えたい〜 (オリジナルカラオケ)